# 데이비드 베일리
데이빗 발리에(David Bailie, 1937년 12월 4일 ~ 2021년 3월 5일)는 남아프리카 공화국의 배우이다. 대표작으로는 캐리비안의 해적의 코튼 역이다.